# Rincón de Soto
Rincón de Soto – gmina w Hiszpanii, w prowincji La Rioja, w La Rioja, o powierzchni 19,86 km². W 2011 roku gmina liczyła 3799 mieszkańców.